# Варсонофий (Чертков)

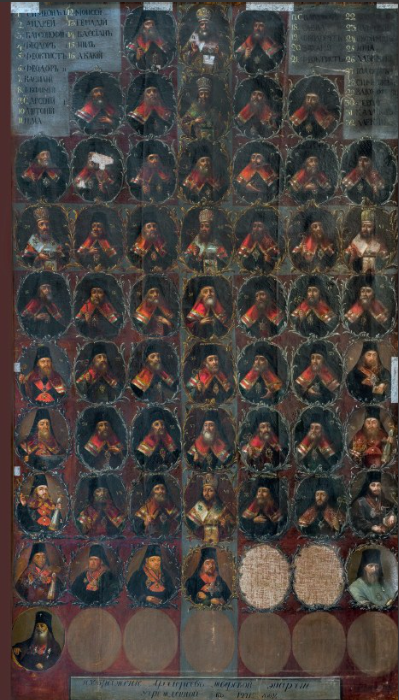
Портреты епископов Тверских от Симеона до Евсевия, кон. XVIII — сер. XIX вв. Портрет еп. Варсонофия подно номером 29

Митрополит Варсонофий (в миру Василий Григорьевич Чертков; ум. 18 (28) мая 1688, Крутицкое подворье, Москва) — епископ Русской православной церкви, митрополит Сарский и Подонский (Крутицкий).

## Биография
Происходил из дворянского рода Чертковых.
С 1667 года — архимандрит Симонова монастыря. Через четыре года, 9 апреля 1671 года, хиротонисан во епископа Смоленского и Дорогобужского с возведением в сан архиепископа.
Митрополит Варсонофий ревностно заботился о восстановлении Православия и благолепия храмов в Смоленской епархии. Его усердием поновлены потемневшие от времени чудотворные иконы Божией Матери Одигитрии: одна в кафедральном соборе, а другая в надвратном храме в Смоленске. В 1672 году архиепископ Варсонофий по указу царя Алексея Михайловича возил чудотворный образ Пресвятой Богородицы Одигитрии для подновления в Москву.
В марте 1676 года поставлен в сане митрополита на Сарскую и Подонскую (Крутицкую) кафедру.
6 сентября 1681 года назначен митрополитом Тверским и Кашинским. Это назначение было частью задуманной царём Фёдором Алексеевичем обширной реформы епархиальной структуры Русской церкви. Одной из мер реформы, по сообщению Сильвестра (Медведева), должно было стать упразднение Крутицкой кафедры.
В декабре того же года это назначение было изменено, и он был оставлен митрополитом Сарским и Подонским.
В январе 1682 года подписал грамоту об отмене местничества.
Перестроил крутицкий соборный Успенский храм, устроив в крипте церковь во имя апостолов Петра и Павла. По его указанию воздвигнута церковь Воскресения Христова, примыкавшая к каменному архиерейскому дому. Весь крутицкий монастырь был обнесён высокой каменной оградой с башнями и воротами.
Скончался 18 мая 1688 года на Крутицком подворье. Погребён в построенном им храме Петра и Павла на Крутицах.